# Dúzs
Dúzs is een plaats (község) en gemeente in het Hongaarse comitaat Tolna. Dúzs telt 325 inwoners (2001).